# S̀
S̀ (minúscula: s̀) es una letra del alfabeto latino, formada a partir de S con la adición de un acento grave. Se utiliza en la transliteración ugarítica y la ortografía SICC para el idioma Dakota, representando /ʃ/.

## Codificaciones
Los códigos HTML son: &#58032; para S̀ (mayúscula).